# Silvio Parodi Ramos

Silvio Parodi Ramos (Luque, 6 novembre 1931 – 9 ottobre 1989) è stato un calciatore e allenatore di calcio paraguaiano, di ruolo centrocampista.
Fu cugino di José Parodi.

## Caratteristiche tecniche
Giocava come ala.

## Carriera

### Giocatore
Giocò con Sportivo Loqueno, Vasco da Gama, Fiorentina (dove vinse la Coppa Grasshoppers) e Racing Santander.
Fece parte della selezione paraguaiana in Coppa America nel 1953 e nel 1959, e solo nel primo caso riuscì a giocare una partita.

### Allenatore
Fu commissario tecnico della Nazionale di calcio del Paraguay durante la Copa América 1987.

## Palmarès

### Club
- Coppa Grasshoppers: 1

Fiorentina: 1952-1957